# АНТ-46
 АНТ-46, (ДИ-8) е експериментален далекобоен изтребител.
Едновременно с работата си по АНТ-40 (СБ), в отдела на Александър Архангелский се е разработвал и изтребителен вариант. Новата модификация е представлявала далекобоен триместен изтребител с мощно атакуващо и защитно въоръжение.

## Разработка
Самолетът е бил предназначен за съпровождане на скоростни бомбардировачи и се е различавал от базовия СБ по двигателите и въоръжението. Като основно атакуващо оръжие са били планирани две динамо-реактивни оръдия тип APK-4, калибър 76 mm, разположени в крилата. Апаратът е бил въоръжен допълнително и с две неподвижни голямокалибрени картечници в центроплана и една в носовата кула (ШВАК 12,7 mm). На самолета са били монтирани френски двигатели на Gnom-Rhone – Mistral Major K-14. През лятото на 1935 г. самолетът е построен и извършва първия си полет. Заводските изпитания продължават до юни 1936 г.
Работата по динамо-реактивните оръдия са прекратени поради появата на реактивните снаряди. Поради тази причина се е предполагало АНТ-46 да бъде превъоръжен с четири оръдия ШВАК в крилете или с пет оръдия в лесно демонтируем контейнер под фюзелажа. С цел подобряване на летателните характеристики, се преправят части от крилете, хоризонталното оперение и руля. Имало е и идея да се монтират съветски двигатели АМ-34.
След година всички работи по самолета са били изоставени и машината не достига до държавните изпитания.

## Основни технически данни

### Технически характеристики
- Екипаж: 3
- Дължина: 12,24 m
- Размах на крилата: 20,3 m
- Площ на крилата: 55,7 m²
- Тегло:
  - празен: 4180 kg
  - тегло при излитане: 5910 kg
  - гориво: 550 kg

### Двигател
- Тип на двигателя: 2х бутални двигатели
- Модел: 2 × M-85
- Мощност: 2 × 800 к.с.

### Летателни характеристики
- Максимална скорост:
  - на земята: 382 км/ч
  - във въздуха: 404 км/ч
- Скороподемност: 5000 m за 11,5 мин
- Практически таван: 8570 m
- Далечина на полета: 1780 km

### Въоръжение
- 2 × 76,2 mm безоткатни оръдия APK-4 със 150 снаряди
- 2 × 20 mm оръдия ШВАК и 7,62 mm картечница ШКАС
- Подвижна 12.7 mm картечница ШВАК
- 2 × куполни ШКАС
- Боен товар: до 250 kg